# Nganzai
Nganzai est une zone de gouvernement local de l'État de Borno au Nigeria,.